# Halowe Mistrzostwa Europy w Lekkoatletyce 1981 – skok w dal mężczyzn
Skok w dal mężczyzn – jedna z konkurencji technicznych rozgrywanych podczas halowych lekkoatletycznych mistrzostw Europy w Palais des Sports w Grenoble. Rozegrano od razu finał 22 lutego 1981. Zwyciężył reprezentant Szwajcarii Rolf Bernhard. Tytułu zdobytego na poprzednich mistrzostwach nie obronił Winfried Klepsch z Republiki Federalnej Niemiec, który tym razem zajął 11. miejsce.

## Rezultaty

### Finał
Rozegrano od razu finał, w którym wzięło udział 14 skoczków.

Opracowano na podstawie materiału źródłowego.
| Poz. | Zawodnik             | Reprezentacja  | Próby | Próby | Próby | Próby | Próby | Próby | Wynik | Uwagi |
| Poz. | Zawodnik             | Reprezentacja  | 1     | 2     | 3     | 4     | 5     | 6     | Wynik | Uwagi |
| ---- | -------------------- | -------------- | ----- | ----- | ----- | ----- | ----- | ----- | ----- | ----- |
| 01 ! | Rolf Bernhard        | Szwajcaria     | 7,69  | 7,80  | 7,78  | 7,95  | 8,01  | 7,97  | 8,01  | NR    |
| 02 ! | Antonio Corgos       | Hiszpania      | 7,78  | x     | x     | x     | x     | 7,97  | 7,97  |       |
| 03 ! | Szamil Abbiasow      | ZSRR           | 7,72  | 7,66  | 7,78  | 7,82  | 7,95  | 7,87  | 7,95  |       |
| 4.   | László Szalma        | Węgry          | x     | 7,66  | x     | x     | 7,90  | x     | 7,90  |       |
| 5.   | Joachim Busse        | RFN            | 7,72  | x     | 7,69  | 7,63  | x     | x     | 7,72  |       |
| 6.   | Kristian Apostołow   | Bułgaria       | 7,53  | x     | 7,69  | x     | x     | x     | 7,69  |       |
| 7.   | Iwan Tuparow         | Bułgaria       |       |       |       |       |       |       | 7,61  |       |
| 8.   | Atanas Czoczew       | Bułgaria       |       |       |       |       |       |       | 7,61  |       |
| 9.   | Claude Morinière     | Francja        |       |       |       |       |       |       | 7,57  |       |
| 10.  | Roberto Veglia       | Włochy         |       |       |       |       |       |       | 7,55  |       |
| 11.  | Winfried Klepsch     | RFN            |       |       |       |       |       |       | 7,55  |       |
| 12.  | Jan Leitner          | Czechosłowacja |       |       |       |       |       |       | 7,39  |       |
| 13.  | Aleksandr Bieskrowny | ZSRR           |       |       |       |       |       |       | 7,31  |       |
| 14.  | Dimitrios Delifotis  | Grecja         |       |       |       |       |       |       | 7,26  |       |